# Лани-Середні
Лани-Середні (пол. Łany Średnie) — село в Польщі, у гміні Жарновець Заверцянського повіту Сілезького воєводства.
Населення — 263 особи (2011).
У 1975-1998 роках село належало до Катовицького воєводства.

## Демографія
Демографічна структура станом на 31 березня 2011 року:
|          | Загалом | Допрацездатний вік | Працездатний вік | Постпрацездатний вік |
| -------- | ------- | ------------------ | ---------------- | -------------------- |
| Чоловіки | 130     | 21                 | 92               | 17                   |
| Жінки    | 133     | 30                 | 67               | 36                   |
| Разом    | 263     | 51                 | 159              | 53                   |